# Carlton Guyton
Carlton Guyton, detto Scootie (Chicago, 7 agosto 1990), è un cestista statunitense, professionista in Europa.

## Caratteristiche
Ottimo realizzatore e assistman, è in grado di coprire tre ruoli grazie al suo atletismo. Dispone inoltre di controllo palla e rapidità che lo rendono forte negli 1vs1, in transizione e negli spazi ridotti.

## Carriera
Dopo i quattro anni del college, di cui gli ultimi due passati alla Kent State University (11,2 punti a partita), ed essere stato tagliato dagli Erie BayHawks, firma il suo primo contratto professionistico nella Basketligan svedese, tra le file degli Stockholm Eagles, in cui segna 10 punti e 4 assist a partita. Dopo l'esclusione dalla massima serie della sua squadra si trasferisce nella ProA in Germania, con l'Erdgas Ehingen, rimanendo nella stessa serie per altri due anni quando si trasferisce al BiG Gotha. Il 20 giugno 2016 firma in Basketball-Bundesliga con il Basketball Löwen Braunschweig, con cui mantiene una media di 11,2 punti a partita. La stagione successiva approda in Italia in Serie A2, con l'Assigeco Piacenza. Il 24 febbraio 2018 segna 22 punti nella vittoria interna contro Ravenna per 74 a 66, raggiungendo e superando i 2000 punti in carriera in regular season. Il 21 luglio 2018 viene annunciato l'accordo per una stagione con opzione per la seconda con il Rethymno, trasferendosi pertanto in Grecia. A fine ottobre dopo 4 partite giocate, rescinde il contratto e viene rimpiazzato da Elijah Johnson. Il 27 dicembre torna nella seconda serie tedesca firmando per l'Hamburg Towers Basketball, dove vince il campionato. Il 26 luglio viene annunciato l'accordo per il suo trasferimento in Ungheria, all'Albacomp Kosárlabda Csapat.

## Statistiche

### Regular season
| Stagione        | Squadra                       | Competizione    | Partite | Partite | Partite | Statistiche tiro | Statistiche tiro | Statistiche tiro | Altre statistiche | Altre statistiche | Altre statistiche | Altre statistiche | Altre statistiche |
| Stagione        | Squadra                       | Competizione    | Pres.   | Titol.  | Minuti  | Tiri da 2        | Tiri da 3        | Liberi           | Rimb.             | Assist            | Rubate            | Stopp.            | Punti             |
| --------------- | ----------------------------- | --------------- | ------- | ------- | ------- | ---------------- | ---------------- | ---------------- | ----------------- | ----------------- | ----------------- | ----------------- | ----------------- |
| dic. 2012-2013  | Stockholm Eagles              | Basketligan     | 17      | 13      | 483     | 44/89            | 17/45            | 32/39            | 49                | 68                | 15                | 1                 | 171               |
| 2013-2014       | Erdgas Ehingen                | ProA            | 30      | 29      | 878     | 113/237          | 41/133           | 60/90            | 110               | 142               | 45                | 4                 | 409               |
| 2014-2015       | BiG Gotha                     | ProA            | 30      | 29      | 902     | 113/210          | 28/96            | 79/105           | 122               | 105               | 17                | 2                 | 389               |
| 2015-2016       | BiG Gotha                     | ProA            | 28      | 24      | 769     | 108/213          | 30/78            | 74/98            | 95                | 102               | 30                | 6                 | 380               |
| 2016-2017       | Basketball Löwen Braunschweig | BBL             | 25      | 16      | 671     | 66/130           | 38/95            | 34/48            | 78                | 57                | 18                | 0                 | 280               |
| 2017-2018       | U.C.C.                        | Serie A2        | 30      | 30      | 993     | 119/219          | 60/150           | 60/84            | 113               | 81                | 18                | 11                | 478               |
| 2018-ott. 2018  | A.G.O. Rethymnou              | A1 Ethniki      | 4       | 1       | 104     | 5/16             | 5/17             | 4/5              | 7                 | 4                 | 3                 | 0                 | 29                |
| dic. 2018-2019  | Hamburg Towers Basketball     | ProA            | 10      | 9       | 237     | 22/48            | 8/25             | 6/9              | 26                | 35                | 2                 | 2                 | 74                |
| Totale carriera | Totale carriera               | Totale carriera | 174     | 151     | 5037    | 590/1162         | 227/639          | 349/478          | 600               | 594               | 148               | 26                | 2210              |

### Play-off
| Stagione        | Squadra                   | Competizione    | Partite | Partite | Partite | Statistiche tiro | Statistiche tiro | Statistiche tiro | Altre statistiche | Altre statistiche | Altre statistiche | Altre statistiche | Altre statistiche |
| Stagione        | Squadra                   | Competizione    | Pres.   | Titol.  | Minuti  | Tiri da 2        | Tiri da 3        | Liberi           | Rimb.             | Assist            | Rubate            | Stopp.            | Punti             |
| --------------- | ------------------------- | --------------- | ------- | ------- | ------- | ---------------- | ---------------- | ---------------- | ----------------- | ----------------- | ----------------- | ----------------- | ----------------- |
| 2014            | Erdgas Ehingen            | ProA            | 5       | 5       | 146     | 14/29            | 9/22             | 16/22            | 24                | 22                | 5                 | 3                 | 71                |
| 2015            | BiG Gotha                 | ProA            | 8       | 8       | 241     | 18/46            | 6/29             | 22/32            | 28                | 29                | 4                 | 0                 | 76                |
| 2016            | BiG Gotha                 | ProA            | 7       | 6       | 203     | 23/56            | 13/31            | 11/17            | 2                 | 19                | 0                 | 0                 | 96                |
| 2019            | Hamburg Towers Basketball | ProA            | 11      | 5       | 187     | 23/46            | 14/31            | 20/26            | 22                | 27                | 11                | 1                 | 108               |
| Totale carriera | Totale carriera           | Totale carriera | 31      | 24      | 777     | 78/177           | 42/113           | 69/97            | 76                | 97                | 20                | 4                 | 351               |

### Play-out
| Stagione        | Squadra         | Competizione    | Partite | Partite | Partite | Statistiche tiro | Statistiche tiro | Statistiche tiro | Altre statistiche | Altre statistiche | Altre statistiche | Altre statistiche | Altre statistiche |
| Stagione        | Squadra         | Competizione    | Pres.   | Titol.  | Minuti  | Tiri da 2        | Tiri da 3        | Liberi           | Rimb.             | Assist            | Rubate            | Stopp.            | Punti             |
| --------------- | --------------- | --------------- | ------- | ------- | ------- | ---------------- | ---------------- | ---------------- | ----------------- | ----------------- | ----------------- | ----------------- | ----------------- |
| 2018            | U.C.C.          | Serie A2        | 2       | 2       | 44      | 4/12             | 4/6              | 0/0              | 3                 | 6                 | 2                 | 0                 | 20                |
| Totale carriera | Totale carriera | Totale carriera | 2       | 2       | 44      | 4/12             | 4/6              | 0/0              | 3                 | 6                 | 2                 | 0                 | 20                |